# Nikolaï Tsiskaridzé
Nikolaï Maksimovitch Tsiskaridzé (en russe : Николай Максимович Цискаридзе) est un danseur de nationalité russe d'origine géorgienne né à Tbilissi (Géorgie), le 31 décembre 1973 .

## Biographie
Né d'un père violoniste et d'une mère professeur de lycée en mathématiques et physique, Nikolaï Tsiskaridzé est le premier enfant de Lamara Nikolaïevna Tsiskaridzé, alors âgée de 42 ans. Il grandit sans connaître son père. Ce n'est que cinq ans après la mort de sa mère qu'une tante a révélé le nom du père. Il s'est avéré être le frère de leur voisin, un violoniste, qui a vécu à côté pendant près de 20 ans, sans toutefois connaître sa paternité. Il découvre la danse à l'occasion d'une représentation de La Belle au bois dormant et, subjugué par la Valse des Fleurs, s'inscrit aussitôt à l'École nationale de danse de Tbilissi, en 1983. Cinq ans plus tard, il rejoint l'Académie d'État de Chorégraphie de Moscou où il obtient son diplôme de fin d'études qui lui permet, en 1991, d'être intégré au Ballet du Bolchoï. Sous l'impulsion de Iouri Grigorovitch et de son professeur personnel Nikolaï Fadeïetchev, il en gravit très vite les échelons et devient rapidement danseur étoile (intitulé en Russie danseur principal).
En 2004, il se blesse grièvement lors d'une représentation à l'Opéra de Paris, sa blessure nécessite un an d'arrêt. Durant ce laps de temps, il apprend le français et commence à présenter des émissions culturelles pour la télévision russe - ce qui fait de lui une véritable star nationale.
Mais à la suite d'un long conflit avec sa direction, il est renvoyé du ballet du Bolchoï en juin 2013,. Puis il est nommé recteur de l'académie de Saint-Pétersbourg, l'Académie de ballet Vaganova, en novembre de la même année, sur décision ministérielle,.

## Distinctions
Nikolaï Tsiskaridzé se voit décerner de nombreux prix et médailles :
- en 1997, il remporte le premier prix du Concours international de ballet de Moscou et reçoit le titre d'artiste Méritant de la fédération de Russie ;
- en 1999, il gagne le prix Benois de la danse (pour son interprétation du rôle de Jean de Brienne dans Raymonda), ainsi que le Masque d'or du meilleur danseur pour ses solos dans Symphonie en ut et Agon ;
- en 2001, il est la plus jeune personne à recevoir le titre d'artiste du peuple de la fédération de Russie et le prix d'État de la fédération de Russie ;
- en 2003, il se voit de nouveau décerner le Masque d'or du meilleur danseur et le prix d'État de la fédération de Russie pour son rôle d'Hermann dans La Dame de pique. La Géorgie lui remet également l'équivalent de la Légion d'honneur ;
- en 2006, il est fait chevalier des Arts et des Lettres par Jacques Chirac.

## Répertoire
- Casse-noisette : Prince, Poupée Française
- La Belle au bois dormant : Prince Désiré, l'Oiseau Bleu, Fée Carabosse, Prince Fortune
- Roméo et Juliette : Mercutio, un troubadour
- La Sylphide : James
- Le Lac des cygnes : Prince Siegfried, Rothbart, le Roi
- La Bayadère : Solor, l'Idole de Bronze
- La Légende de l'amour : Ferkhad
- Giselle : Albrecht
- Le Spectre de la rose : Le Spectre
- Raymonda : Jean de Brienne
- La Fille du pharaon : Taor
- La Dame de pique : Hermann
- Notre-Dame de Paris : Quasimodo
- Le Clair Ruisseau : Danseur classique
- Le Songe d'une nuit d'été : Thésée
- Le Corsaire : Conrad